# Ivan Dospíšil
Ivan Dospíšil (* 28. července 1951) byl český a československý politik, před rokem 1989 komunistický funkcionář, po sametové revoluci poslanec Sněmovny lidu Federálního shromáždění za Komunistickou stranu Československa, později za KSČM.

## Biografie
Působil jako právník a funkcionář. V letech 1971-1990 pracoval na ONV Brno-venkov, přičemž v období let 1971-1979 jako referent, v letech 1979-1982 vedoucí odboru pracovních sil, v období let 1982-1984 coby vedoucí odboru plánovacího a v letech 1984-1990 na postu místopředsedy pro plánování, finance a výstavbu. Od února do listopadu 1990 byl tajemníkem KNV pro Jihomoravský kraj.
Ve volbách roku 1990 zasedl do Sněmovny lidu (volební obvod Jihomoravský kraj) za KSČ (KSČS), která v té době byla volným svazkem obou republikových komunistických stran. Po jejím postupném rozvolňování se rozpadla na samostatnou stranu na Slovensku a v českých zemích. V roce 1991 proto Dospíšil přešel do poslaneckého klubu KSČM. Ve Federálním shromáždění setrval do voleb roku 1992.
V letech 1997-2004 byl společníkem firmy REGIN Brno, spol. s r.o, bydlí v Tišnově, Státní bezpečnost ho evidovala jako důvěrníka.